# Wallace Beery

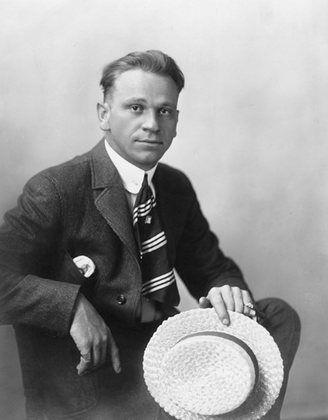
Wallace Beery

Wallace Fitzgerald Beery (n. 1 aprilie 1885, d. 15 aprilie 1949) a fost un actor american cunoscut pentru rolul Bill în filmul Min and Bill, unde a avut-o ca parteneră pe Marie Dressler, dar și pentru rolul titular în The Champ, rol pentru care a câștigat Premiul Oscar pentru cel mai bun actor.

## Filmografie
Beery a apărut în circa 200 de filme într-un interval de 36 de ani.
- 1931 Piciul (The Champ), regia King Vidor